# Osborne 1
La Osborne 1 fue la primera microcomputadora portátil "laptop" con éxito comercial, presentada el 3 de abril de 1981 en la Feria de Computación de la Costa Oeste. Fue lanzada por Osborne Computer Corporation. Este ordenador pesaba 11 kg, costaba US$1795 (equivalente a $6016 en 2023) y corría el entonces popular sistema operativo CP/M 2.2.
Sus principales deficiencias eran la diminuta pantalla de 5 pulgadas (13 cm) y los discos flexibles que no tenían suficiente capacidad para aplicaciones de negocios. Su diseño le debe mucho al de la Xerox NoteTaker, un prototipo desarrollado en el Xerox PARC en 1976.

## Especificaciones de Hardware
Características:
- Dos unidades de disco de 5¼ pulgadas, con 40 pistas y 100 Kb de capacidad
- Procesador Z80 a 4 MHz
- 64 kilobytes de memoria RAM
- Teclado separable, en la tapa de la caja
- Pantalla monocroma CRT de 5 pulgadas, con una resolución de 24 líneas de 52 caracteres
- Puerto paralelo IEEE-488 para conectar a impresoras
- Puerto serie compatible RS-232 a 1200 o 300 baudios para conectar a modems externos o impresoras serie

Se alimentaba mediante una conexión eléctrica de pared, y no tenía batería interna. Los primeros modelos sólo podían trabajar a 120 V; modelos posteriores (con caja azul) permitieron 120 V o 230 V, a 50 o 60 Hz.

## Historia
Adam Osborne fundó la compañía de ordenadores Osborne en 1981; hasta ese momento, Osborne venía publicando libros técnicos sobre informática.
Osborne 1 es la primera computadora portátil comercialmente exitosa, lanzada el 3 de abril de 1981 por Osborne Computer Corporation.
Era «portátil», ya que pesaba 11 kg, y poseía dos unidades de 5,25” y 184 kB de capacidad cada una. Así mismo, poseía un monitor, un teclado profesional, puertos RS232 e IEEE488 así como sistema operativo CP/M. La computadora era entregada con un paquete de software creado por Microsoft que contenía CBASIC, Wordstar (procesador de textos), SuperCalc (hoja de cálculo), MailMerge (programa para personalizar cartas con base en una lista de destinatarios y una carta modelo) y dBase II (base de datos).
La compañía Osborne fue la que más medró en cuanto a cifras económicas durante el año 1982 en Estados Unidos, pero el siguiente modelo que tenía que sustituir al Osborne-1, el Osborne Executive, llegó tarde a un mercado de ordenadores profesionales que ya empezaban a acaparar las máquinas compatibles de IBM. Osborne se encontró con un remanente de Osbornes-1 que no podía liquidar, ya que la gente estaba a la espera del nuevo Executive. Este inventario que no podían vender fueron la causa de que la empresa tuviera que realizar una suspensión de pagos en 1983.
Como curiosidad, el distribuidor en España de este ordenador fue Investrónica, más conocida en ese país por la distribución de dos ordenadores, el Sinclair y el Atari.